# Nidalia lampas
Nidalia lampas är en korallart som först beskrevs av Thomson och Mackinnon 1910.  Nidalia lampas ingår i släktet Nidalia och familjen Nidaliidae. Inga underarter finns listade i Catalogue of Life.